# براد هوتو
براد هوتو هو سياسي أمريكي، ولد في 6 أغسطس 1957 في أورانجبورغ في الولايات المتحدة. نشط حزبياً في الحزب الديمقراطي. وقد انتخب عضو مجلس ولاية كارولاينا الجنوبية ‏.